# Fila (hija de Antípatro)
Fila (Griego: Φίλα; muerta 287 a. C.), hija de Antípatro, regente de Macedonia, es celebrada por las fuentes antiguas como una de las más nobles y virtuosas mujeres de la época en que vivió. Sus capacidades y juicio eran tan notables, incluso en una edad temprana, que su padre, Antípatro, a menudo le consultaba cuestiones relacionadas con los asuntos políticos.

## Biografía
Según Antonio Diógenes, estaba casada con Balacro, (probablemente sátrapa de Capadocia) a principios de 332 a. C.. En 322 a. C., su padre la dio en matrimonio a Crátero, como recompensa por su asistencia en la Guerra Lamiaca. Después de la muerte de Crátero, un año más tarde, se casó otra vez con el joven Demetrio Poliorcetes, el hijo de Antígono I.
Se supone la fecha de su matrimonio entre 319 y 315 a. C. ya que los restos de su anterior marido estuvieron consignados al cuidado de Ariston, el amigo de Eumenes, en 315 a. C. A pesar de la gran diferencia de edad, Fila parece tener una gran influencia sobre su joven marido, quien la trató con sumo respeto y consideración, y le tuvo un gran afecto, a pesar de sus numerosos amoríos y matrimonios subsiguientes. Durante las muchas vicisitudes de fortuna que experimentó Demetrio, Fila parece haber residido principalmente en Chipre desde donde envió cartas y costosos presentes a su marido durante el asedio de Rodas.
Después de la Batalla de Ipsos, se reunió con Demetrio, quien la envió con el hermano de ella, Casandro a Macedonia, para intentar efectuar una reconciliación y tratado entre él y Demetrio. Aparece otra vez de vuelta a Chipre, donde, en 295 a. C., fue asediada en Salamis por el rey de Egipto Ptolomeo I, y finalmente obligada a rendirse, pero fue tratada por él en la manera más honorable, y enviada, junto con sus niños, en seguridad a Macedonia. Aquí compartió la suerte de su marido, y contribuyó a los esfuerzos para asegurar la lealtad de los macedonios. Pero cuando, en 287 a. C., una repentina revolución desalojó a Demetrio del trono, Fila, incapaz de aguantar este inesperado revés de la fortuna, y desesperada de su futuro, se quitó la vida en Cassandreia.

## Legado
Fila ejerció su influencia en la causa de la paz, en proteger a los oprimidos, y en intentar calmar las pasiones violentas de quienes la rodearon. Tuvo dos hijos con Demetrio; Antigono, llamado Gónatas, quien se convirtió en rey de Macedonia; y una hija, Estratonice, casada primero con Seleuco I Nicator, y después con su hijo Antioco I Soter. Antes ya había tenido otro hijo con Crátero, que llevó el mismo nombre de su padre. Los atenienses, consagraron un templo a Fila, bajo el nombre de Afrodita.